# Dmitrij Rogozin
Dmitrij Olegowicz Rogozin, ros. Дмитрий Олегович Рогозин (ur. 21 grudnia 1963 w Moskwie) – rosyjski polityk i dyplomata, wicepremier Rosji odpowiadający za przemysł obronny i kosmiczny.

## Życiorys
Po maturze podjął studia na Wydziale dziennikarstwa Moskiewskiego Uniwersytetu Państwowego, które ukończył w 1986. Potem studiował na Uniwersytecie Marksizmu-Leninizmu, gdzie otrzymał dyplom z ekonomii w 1988 roku.
W okresie od stycznia 2008 r. do grudnia 2011 r. pełnił funkcję stałego przedstawiciela Rosji przy NATO. Przywódca nacjonalistycznej partii Rodina. Jest uważany za polityka nacjonalistycznego i antyzachodniego.

## Odznaczenia
- Order Aleksandra Newskiego
- Order Męstwa
- Order „Przyjaźń” (Kazachstan)
- Order Świętego Dymitra Dońskiego II klasy (Rosyjski Kościół Prawosławny)